# (74436) 1999 BZ29
(74436) 1999 BZ29 – planetoida z pasa głównego asteroid okrążająca Słońce w ciągu 5,48 lat w średniej odległości 3,11 j.a. Odkryta 18 stycznia 1999 roku.